# Новая Заворина
Новая Заво́рина — деревня в Юргамышском районе Курганской области. Входит в состав Чинеевского сельсовета.

## История
До 1917 года в составе Чинеевской волости Курганского уезда Тобольской губернии. По данным на 1926 год состояла из 100 хозяйств. В административном отношении входила в состав Медвежьевского сельсовета Юргамышского района Курганского округа Уральской области.

## Население
| 1989 | 2002 | 2010 |
| ---- | ---- | ---- |
| 159  | ↗166 | ↘143 |

По данным переписи 1926 года в деревне проживало 482 человека (220 мужчин и 262 женщины), в том числе: русские составляли 100 % населения.